# 東へ西へ
「東へ西へ」（ひがしへにしへ）は、井上陽水の楽曲。1992年に本木雅弘がシングル曲としてカバー、2019年にiriが井上陽水デビュー50周年記念トリビュート・アルバム『井上陽水トリビュート』にてカバーした。

## 概要
「陽水II センチメンタル」に収録。
作詞・作曲は井上陽水、編曲は星勝。

## 本木雅弘バージョン
1992年5月22日に、徳間ジャパン / ジャパンレコーズからリリースされた本木雅弘の2枚目のシングル。
シブがき隊解散後ソロとして初出場した第43回NHK紅白歌合戦では上半身裸にジャケットを羽織ったスーツスタイルに首飾りで風船状に膨らませたコンドームを身に着けて歌唱して話題となった。

### 収録曲
1. 東へ西へ
作詞・作曲：井上陽水、編曲：朝本浩文
  - 三共「リゲイン」CMソング
2. I'M STANDING BY MYSELF
作詞：本田裕二・麻田和也、作曲・編曲：森俊彦

## その他のカバー
- iri（2019年『井上陽水トリビュート』）
- LEO今井（2022年、Honda「ZR-V」CMソング）